# Ciseaux à sucre
Ne doit pas être confondu avec la pince à sucre qui sert à saisir le sucre.
Les ciseaux à sucre, aussi appelés pince à sucre, sont un ustensile de cuisine utilisés pour découper les pains de sucre.
Cette pince sert à casser le sucre et ne doit pas être confondue avec la pince à sucre qui permet de saisir les morceaux de sucres.

## Historique
Avant l'introduction du sucre cristallisé et du sucre en morceaux dans la seconde moitié du XIXe siècle, le consommateur domestique achetait le sucre sous la forme d'un pain de sucre coulé dans un moule, ou du moins d'une partie de celui-ci, et en coupait des morceaux à la main à l'aide d'un ciseau à sucre,.
Il existait également une version tout-en-un : une boîte qui pouvait servir de récipient pour le pain de sucre avec des pinces intégrées et un tiroir collecteur pour les résidus à grain fin de la découpe du sucre.

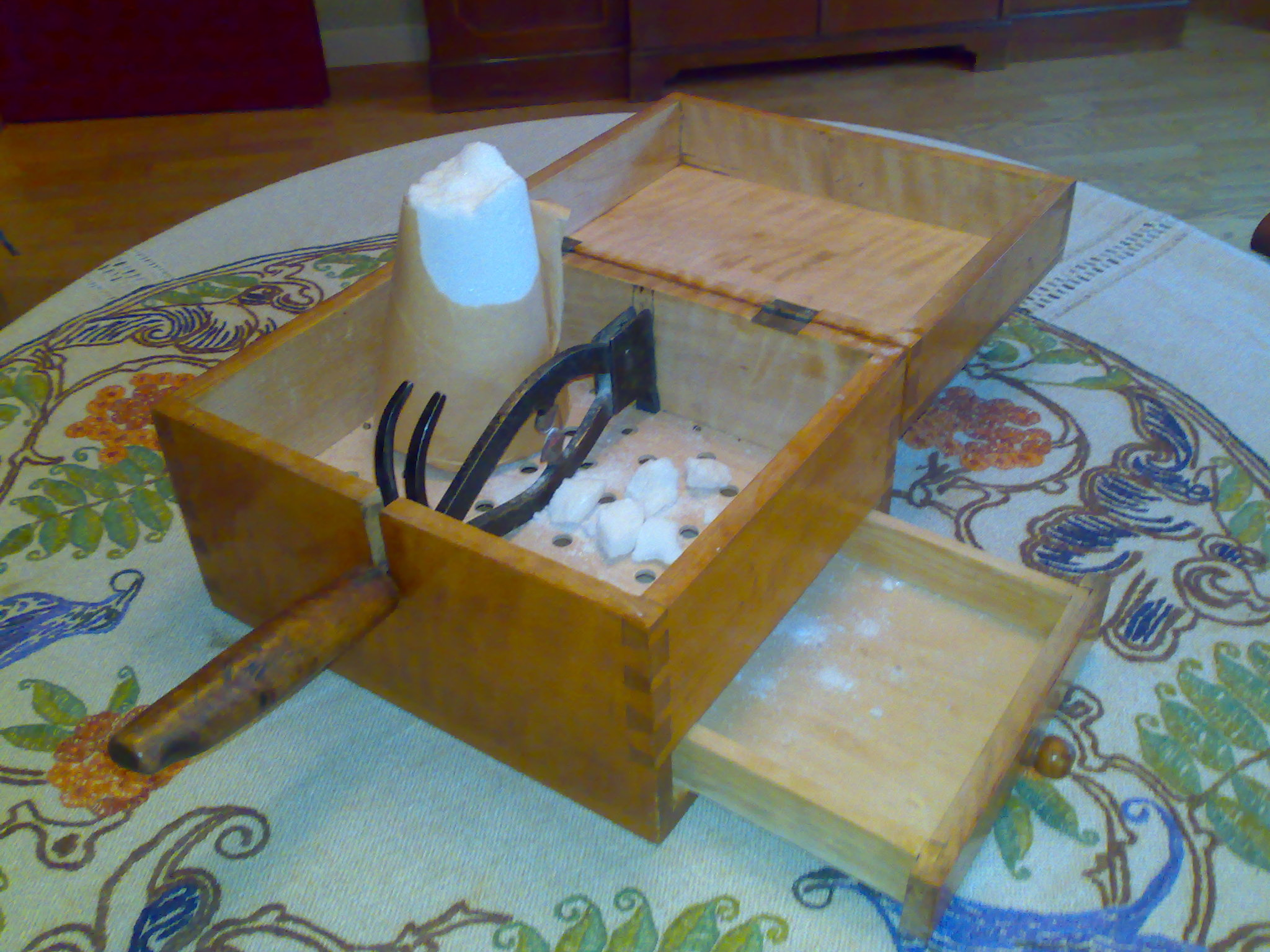
Ciseaux à sucre intégrés dans une boîte en bois permettant de récupérer les morceaux de sucres issus du pain de sucre dans son tiroir.

## Matériaux
Les plus anciennes sont en fer forgé.

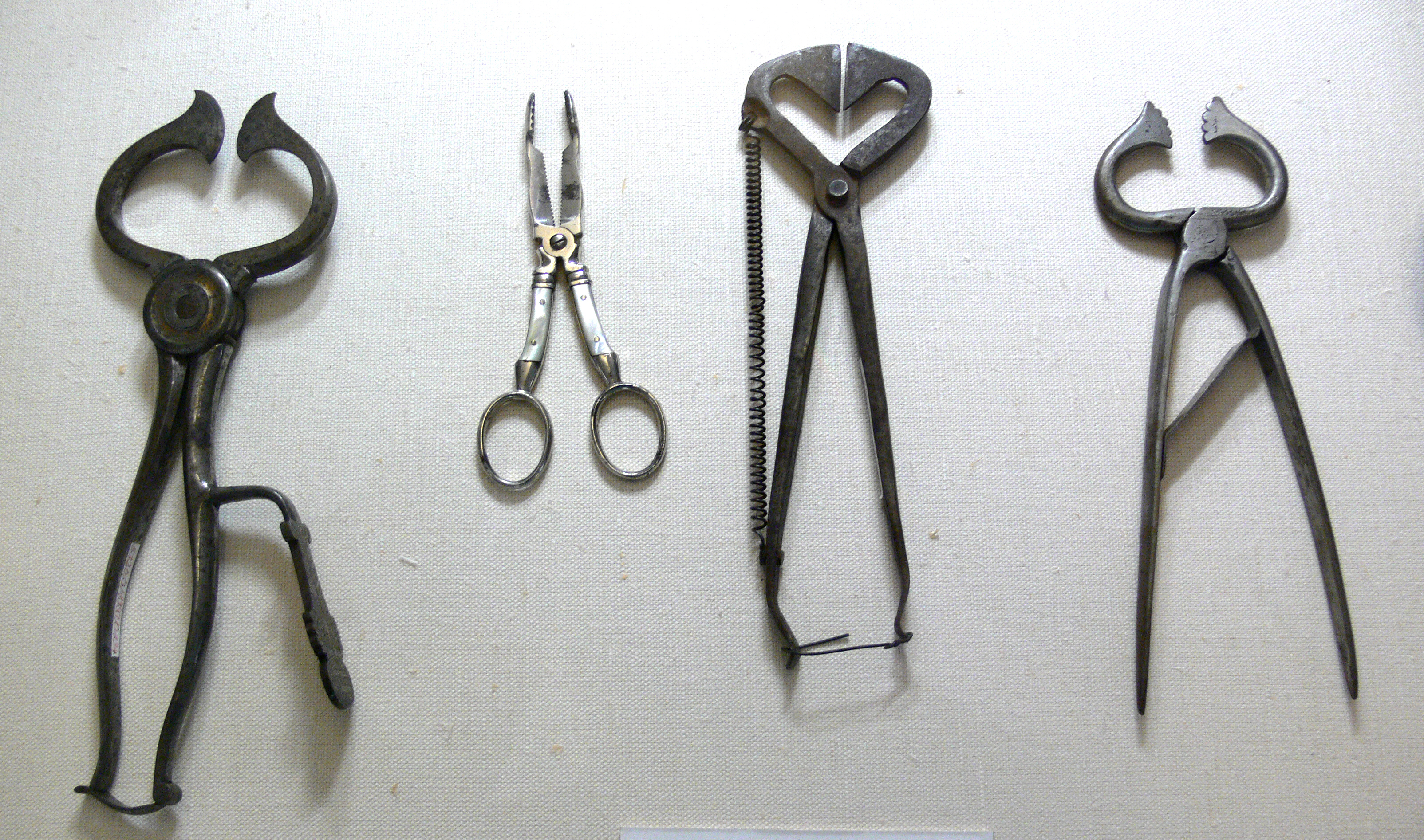
Différents modèles de pince à sucre.